# SY Eridani
Désignations
SY Eridani, abrégée en SY Eri et également désignée HD 33404, est une lointaine étoile carbonée de la constellation de l'Éridan. D'après la mesure de sa parallaxe annuelle par le satellite Gaia, elle se situe à approximativement ∼ 3 900 a.l. (∼ 1 200 pc) de la Terre.

## Propriétés
SY Eridani est une étoile carbonée, un type d'étoile froide et évoluée où le carbone est plus abondant que l'oxygène, de type spectral C-N5. Cette notation indique une importante absorption de la lumière bleue, ainsi qu'un enrichissement en éléments issus du processus s dans le spectre. Il est établi que les étoiles C-N sont sur la branche asymptotique des géantes.
SY Eridani est une étoile variable semi-régulière, spécifiquement de type SRb avec une période présumée de 96 jours. Sa magnitude photographique a été observée varier entre 10,36 et 11,40. Sa température de surface est de 2 885 K.